# Парк Колумба (Буэнос-Айрес)
Парк Колумба (исп. Parque Colón) — парк в Буэнос-Айресе, расположенный в районе Монсеррат, между Каса Росада и улицей Авенида Ла-Рабида.

## Местоположение
Парк расположен полукругом, ввиду того что, часть парка была построена на земле, отвоеванной у реки Ла-Плата до нескольких сотен метров к востоку от Каса Росада. Каса Росада, в свою очередь был построен на месте Форта Буэнос-Айрес. В 19 веке на месте парка существовало здание Aduana Nueva (или таможня Тейлора).
Парк Колумба, ограничен улицей Авенида Ла-Рабида, а на западе Casa de Gobierno. До 1983 года он не был отделен от улицы Авенида Пасео Колон, но теперь, часть этой улицы была присоединена к парку.

## История
Земля, на которой сейчас расположен Парк Колумба в 1850-х годах, находилась рядом с Фортом Буэнос-Айрес. Английский инженер Эдвард Тейлор предложил увеличить часть прибрежной территории позади форта, осушив часть реки, построить на этом месте здание Aduana Nueva просуществовавшее до 1894 года.

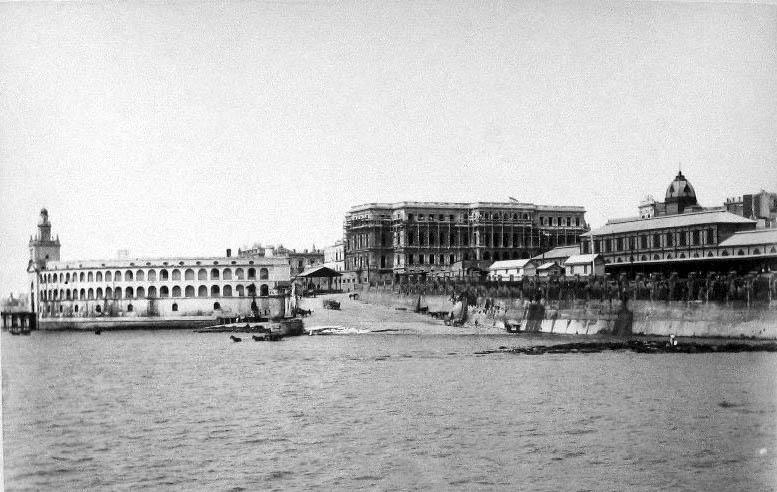
Здание Aduana построенное архитектором Эдвардом Тейлором, рядом с Каса Росада (1880 год).

Кроме того, Буэнос-Айрес не имел надлежащего порта для прибытия крупных судов, потому что Рио-де-ла-Плата была в этом месте очень узкой. Корабли стояли на якоре в реке, и пассажиры на лодках плыли к порту. Таким образом, с середины девятнадцатого века были рассмотрены различные предложения по строительству порта. Наконец, план бизнесмена Эдуардо Мадеро был утвержден в 1882 году и порт был построен между 1887 и 1898 годами, получив название Пуэрто-Мадеро.
Новый порт находится недалеко от Пасео-де-Хулио (сегодня Авенида Леандро Н. Алем), так старый порт был бесполезен, он был разрушен.
Благоустройство парка, взял на себя французский ландшафтный архитектор Чарльз Тэйс (Thays). Парк был открыт 9 октября, 1904 года. Сначала в центре парка находился Фонтан Монументаль, произведённый компанией Val D’Osne из Франции.

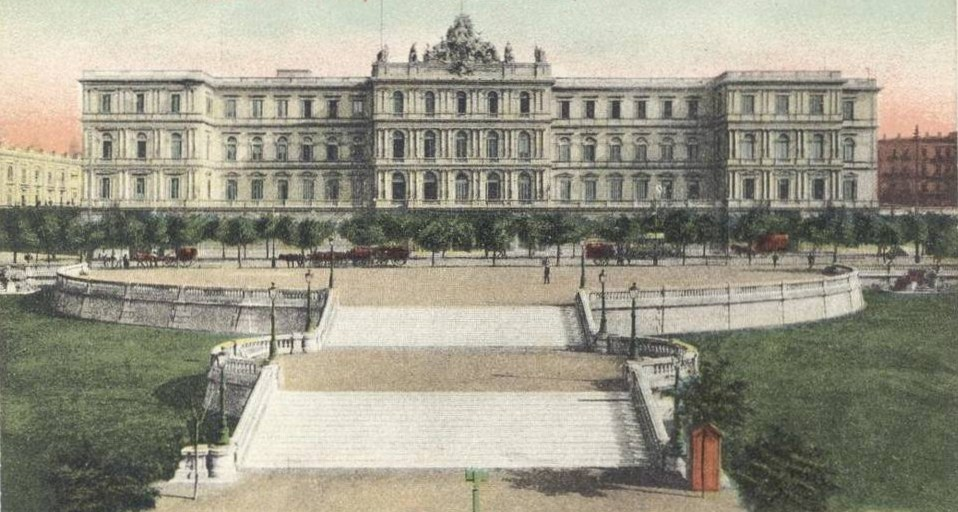
Парк Колумба в момент открытия. (ca. 1905)

Чтобы отметить столетие со дня Майской революции, которая произошла в 1810 году, итальянская община в Буэнос-Айресе пожертвовала деньги на возведение памятника в честь Христофора Колумба, скульптор Арнальдо Зоччи, созданная из каррарского мрамора. Таким образом, Фонтан Монументаль был демонтирован муниципалитетом. Некоторые из его частей теперь находятся в разных местах Буэнос-Айреса.2 Памятник Колумбу, был открыт 15 июня 1921 года. Он 6 метров в высоту и весом 40 тонн, полностью монумент весит 623 тонны и 26 метров в высоту.

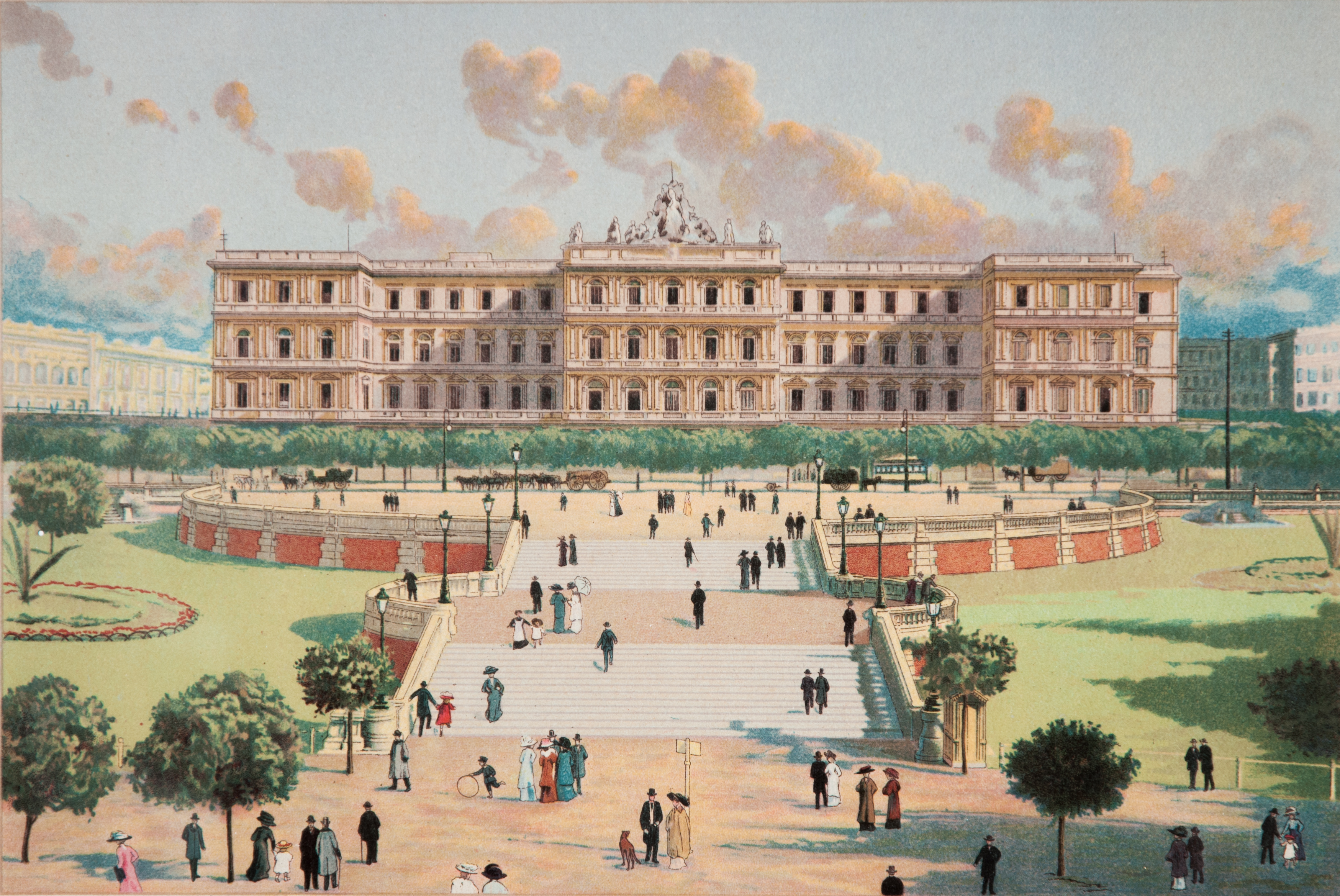
Литография парка, с видом на Каса Росада, 1910 год.

Парк был объектом бомбардировки площади Мая самолетами ВМФ Аргентины, знаменитом нападении состоявшемся 16 июня 1955 г., в котором группа военных пытались убить президента Хуана Доминго Перона и атаковали Каса Росада. Шрапнель с самолета попала в памятник, который до сих пор сохраняет следы выстрелов. В результате обстрела, в парке Колон погибло 65 человек, большинство из них погибли от взрывов снарядов, многие из погибших были в троллейбусе.
Во время процесса национальной реорганизации (1976—1983), территория парка была изменена, расширяя Авениду ла Рабиду, выделяя пространство для парковки автомобилей.5 Из-за этого парк потерял часть своих зеленых насаждений, пока при президенте Несторе Киршнере и главе правительства Хорхе Телермане началось восстановление и реконструкция Каса Росада и Парка Колумба, который восстановил свою первоначальную территорию, была идея что подземный ход свяжет музей в Доме правительства и музей Двухсотлетия Аргентины.

## Описание
Парк имеет территорию полукругом, которая покрывает большую часть снесённого здания Aduana Nueva, архитектор Тейлор (до 1900, занимало прибрежную территорию, прилегающую к Рио-де-ла-Плата), границей служит улица Авенида Ла Рабида и ранее Авенида Пасео Колон. Сегодня в музее Двухсотлетия Аргентины, существует галерея с фотографиями старого здания Aduana Nueva, на месте которого были раскопки в 1980 году, часть образцов найденных при раскопках выставлены в музее, посвященном аргентинским президентам и национальной истории, помимо того, там находится картина «Ejercicio plástico» мексиканского художника Давида Альфаро Сикейроса.
С 2006 года музей окружен забором с железными прутьями, который продолжается на обеих сторонах Каса Росада и вход в него расположен на улице Балькарсе.
В июне 2013 года, памятник Колумбу был удален с площади. Он был заменён памятником Хуане Асурдуй аргентинского скульптора Андреса Зернери, на деньги подаренные правительством Боливии. Этот памятник был открыт в июле 2015 года, но на момент открытия еще не был полностью завершен (до июля 2016 года продолжались работы по его завершению.